# 퐁파트 와치라번종

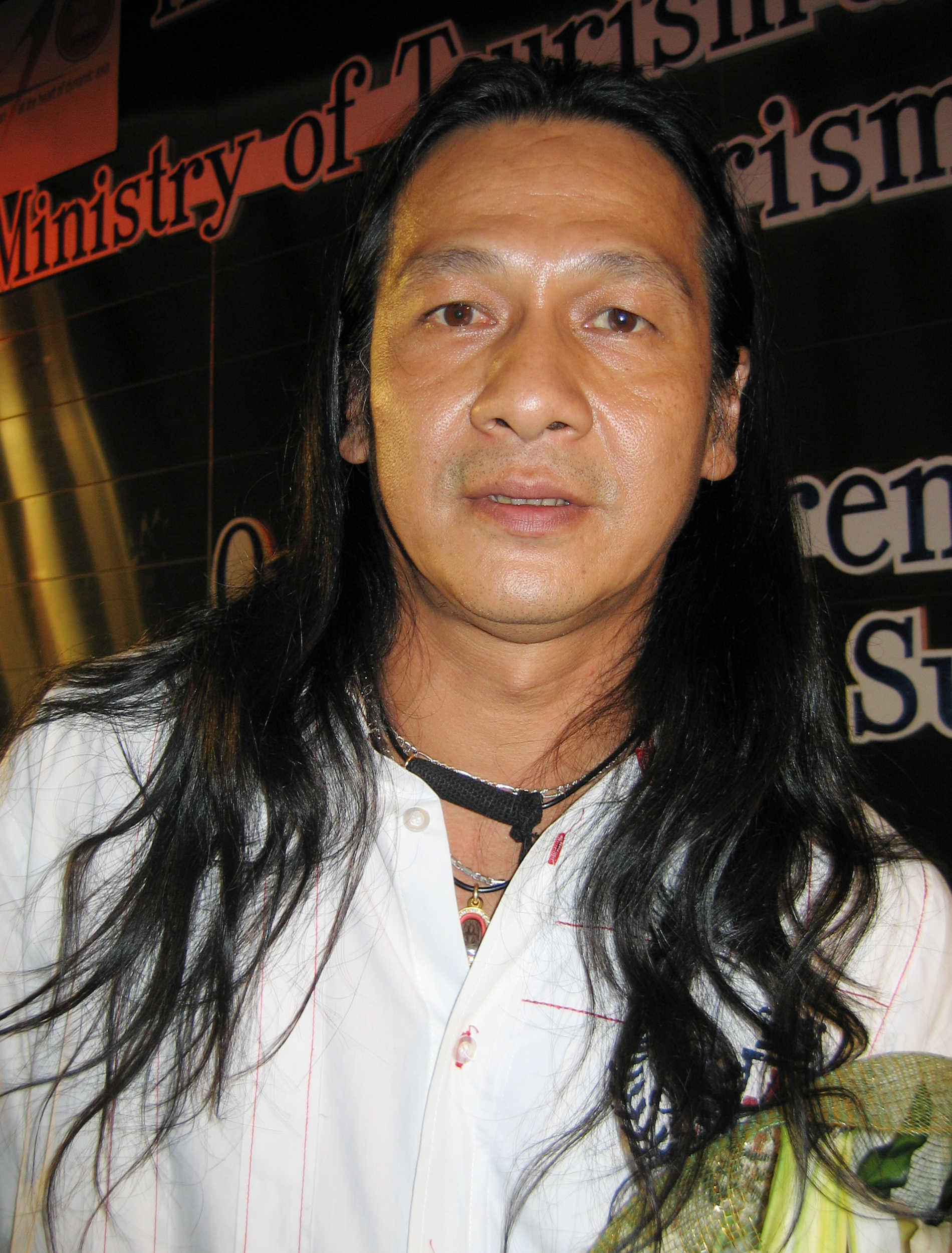

퐁파트 와치라번종(Pongpat Wachirabunjong, 1961년 9월 2일 ~ )은 태국의 영화 감독, 배우, 가수이다.
깜팽펫에서 태어났다.

## 영화
- 나키의 저주 용의 부활 (2018년)
- 잔다라 어게인: 불멸의 사랑 PART2 (2015년)
- 더 도그 (2010년)
- 해피 버스데이 (2008년)
- 초콜렛 (2008년)
- 옹박: 더 레전드 (2008년)
- 오파파티카 (2007년)
- 미, 마이셀프 (2007년)
- 전설의 검 (2005년)
- 전주곡 (2004년)
- 하룻밤의 남편 (2003년)
- 벨리 오브 비스트 (2003년)
- 수리요타이 (2001년)